# Jesper Nøddesbo

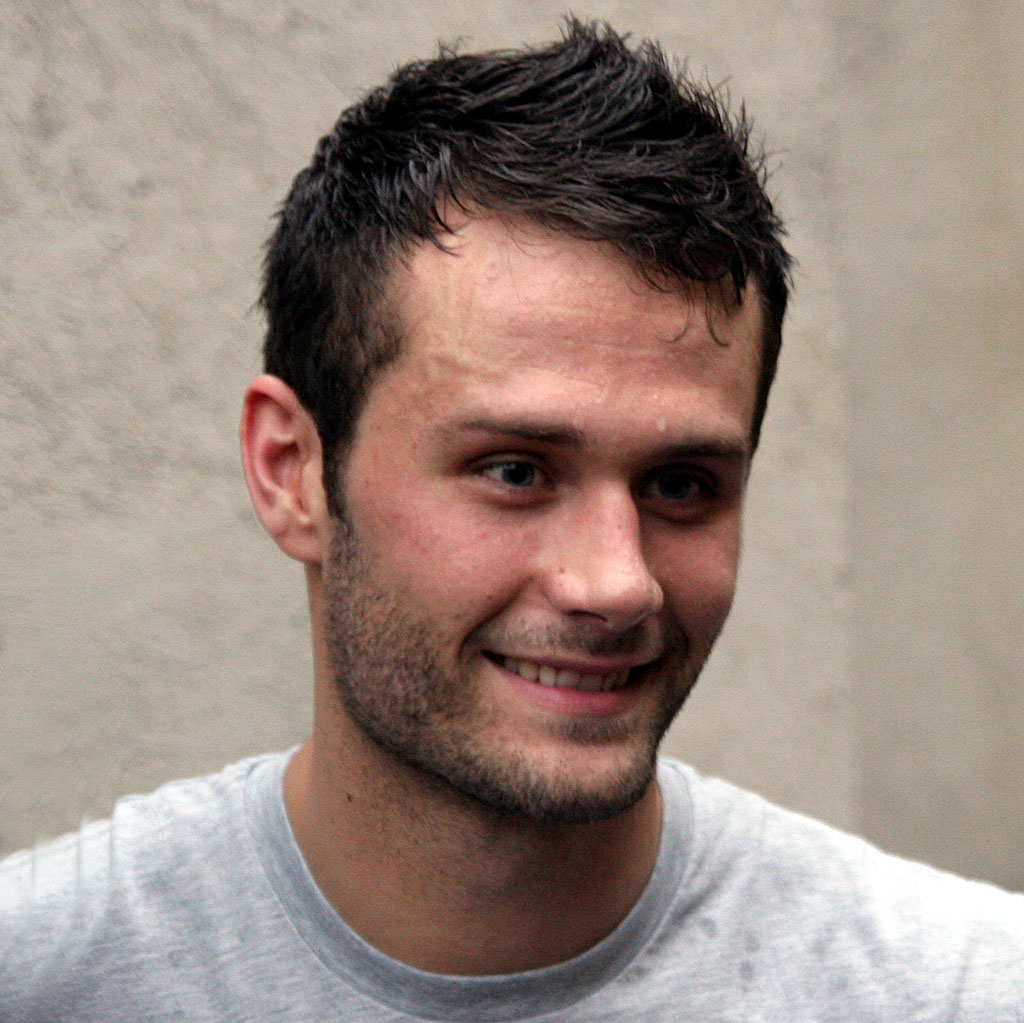
Jesper Nøddesbo, 2006.

Jesper Brian Nøddesbo, född 23 oktober 1980 i Herning, är en dansk tidigare handbollsspelare (mittsexa).
Han spelade för det danska lag som vann den OS-guld 2016 i Rio de Janeiro.

## Klubbar
- Hauge GIF ( –1999)
- Team Tvis Holstebro (1999–2004)
- KIF Kolding (2004–2007)
- FC Barcelona (2007–2017)
- Bjerringbro-Silkeborg (2017–2021)